# Zougang (köpinghuvudort i Kina, Hubei Sheng, lat 31,09, long 114,03)
Zougang (kinesiska: 邹岗) är en köpinghuvudort i Kina. Den ligger i provinsen Hubei, i den centrala delen av landet, omkring 61 kilometer nordväst om provinshuvudstaden Wuhan. Antalet invånare är 58 155. Befolkningen består av 28 474 kvinnor och 29 681 män. Barn under 15 år utgör 15,0 %, vuxna 15-64 år 75 %, och äldre över 65 år 8,0 %.
Runt Zougang är det tätbefolkat, med 982 invånare per kvadratkilometer. Närmaste större samhälle är Xiaogang, 9,1 km väster om Zougang. Trakten runt Zougang består till största delen av jordbruksmark.
Genomsnittlig årsnederbörd är 1 403 millimeter. Den regnigaste månaden är juli, med i genomsnitt 241 mm nederbörd, och den torraste är december, med 19 mm nederbörd.